# Røde Fjord
De Røde Fjord is een fjord in de gemeente Sermersooq in het oosten van Groenland en maakt deel uit van het fjordencomplex Kangertittivaq (Scoresby Sund). 
De Røde Fjord is aan het noordelijk uiteinde een zijtak van de Harefjord die een afsplitsing is van de Øfjord. Vanuit de hoofdtak van de Øfjord loopt de Harefjord in westelijke richting. De Røde Fjord gaat vanuit de Harefjord in zuidwestelijke richting. De Røde Fjord is aan het zuidelijk uiteinde een vervolg van de Fønfjord. Daar komt de Fønfjord uit zuidelijke richting, richting het zuidwesten takt de Vestfjord af en de Røde Fjord vervolgt in noordoostelijke richting. Ongeveer halverwege de fjord takt een klein fjord af in noordoostelijke richting: de Snesund.
Ten oosten van de Røde Fjord ligt het eiland Milneland.
De fjord heeft een lengte van ongeveer 40 kilometer en is tussen de vijf en negen kilometer breed.
De Røde Fjord wordt onder andere gevoed door de gletsjer Rolige Bræ die in het zuidelijke deel van de fjord vanuit het westen in de fjord uitmondt.